# Epinephelus longispinis
Epinephelus longispinis és una espècie de peix de la família dels serrànids i de l'ordre dels perciformes.

## Morfologia
Els mascles poden assolir els 55 cm de longitud total.

## Distribució geogràfica
Es troba des de Kenya fins a Sud-àfrica.